# Torito
Le torito est une boisson mixte à la texture crémeuse et à la saveur sucrée de lait et de cacahuète, typique de Veracruz, au Mexique. Étant une boisson mélangée avec de l'alcool, elle peut être considérée comme un cocktail. Il est traditionnellement fabriqué avec de l'alcool de canne à sucre. En raison de sa teneur en éthyle, elle est considérée comme hautement intoxicante.
À Morelos et dans l'État de Mexico, le torito désigne une autre préparation, également à base d'aguardiente de caña, bien qu'au lieu du lait, elle soit mélangée à du jus d'orange, de l'oignon et des piments marinés.

## Histoire
L'histoire de cette boisson remonte au début du XIXe siècle, dans les plantations de canne à sucre qui abondent dans le bassin du fleuve Papaloapan. Ce sont les ouvriers sucriers qui ont créé le torito, qui, pour supporter les longues journées, mélangeaient l'aguardiente qu'ils produisaient avec des fruits de saison (jobo, nanche, citron, corossol, etc.). Cela leur donnait « la force d'un taureau », d'où son nom. Plus tard, la recette a été modifiée et du lait et des cacahuètes ont été ajoutés, bien qu'il soit encore courant d'ajouter parfois des fruits comme le corossol.
En 1938, la famille Montalvo-Iglesias a fondé à Boca del Río, Veracruz, un établissement appelé La Chata, qui vend depuis lors des toritos, dont c'est le produit phare.